# Gran Premio d'Austria 1976
Il Gran Premio d'Austria 1976 è stata l'undicesima prova della stagione 1976 del Campionato mondiale di Formula 1. Si è corsa domenica 15 agosto 1976 sull'Österreichring. La gara è stata vinta dal britannico John Watson su Penske-Ford Cosworth; per il vincitore si trattò del primo successo nel mondiale. Ha preceduto sul traguardo il francese Jacques Laffite  su Ligier-Matra e lo svedese Gunnar Nilsson su Lotus-Ford Cosworth. Per la Penske si trattò del primo, e unico, successo in Formula 1.

## Vigilia

### Aspetti tecnici
La pista fu lievemente modificata dopo l'incidente mortale subito alla Vöst-Hügel dal pilota Mark Donohue nel corso del warm up dell'edizione del 1975: la suddetta curva venne riprofilata, allargando la sede stradale di tre metri (la lunghezza "scese" a 5910 metri), aggiungendo guard-rails all'esterno e arretrando il guard-rail interno di qualche metro, ma fu una soluzione provvisoria, in attesa di lavori definitivi che sarebbero stati realizzati nei mesi successivi e che avrebbero portato alla realizzazione (per la gara dell'anno seguente) di una chicane che avrebbe allungato il circuito fino a 5.942 metri.

### Aspetti sportivi
Niki Lauda, ricoverato a Mannheim, venne dichiarato fuori pericolo solo il 5 agosto, dopo che nei giorni precedenti aveva lottato tra la vita e la morte a causa dei gas respirati nella fase del suo soccorso che potevano infettare i polmoni e poi il sangue, con conseguenze letali. L'8 agosto Lauda lasciò l'ospedale di Mannheim, per ritrasferirsi a quello di Ludwigshafen, specializzato nella cura delle grandi ustioni.
La Ferrari annunciò, proprio il 5 agosto, la decisione di voler abbandonare immediatamente il mondiale di Formula 1, in protesta per le decisioni della Federazione di riammettere nella classifica del Gran Premio di Spagna James Hunt e per il mancato sostegno delle autorità sportive italiane. L'ultima assenza della scuderia italiana in una gara valida per il mondiale era stata nel Gran Premio di Germania 1973, con Merzario iscritto ma che non aveva preso parte alle prove.
La mancanza della Ferrari, e di Lauda in particolare, mise addirittura in dubbio la tenuta del gran premio.
 La scelta della Scuderia Ferrari portò James Hunt, principale contendente di Lauda per la corsa al mondiale, ad affermare che:
Anche Bernie Ecclestone, patron della Brabham e capo dell'associazione dei costruttori affermò:
L'austriaco Hans Binder prese, sulla Ensign, il posto lasciato da Chris Amon, che venne licenziato per essersi rifiutato di prendere parte alla seconda partenza del gran premio di Germania, dopo l'incidente di Lauda. Binder era all'esordio nel mondiale di F1, dopo una breve gavetta in Formula 2. Ed oltre a Binder e ad Harald Ertl, uno dei salvatori di Niki Lauda dalle recentissime fiamme del circuito tedesco (che per questa nuova fama si ritrovò qualche sponsor in più sulla bianca Hesketh), altri due piloti austriaci vennero iscritti alla gara: Karl Oppitzhauser con una March del team Sports cars of Austria e Otto Stuppacher, con la terza Tyrrell. I due avevano partecipato a una gara promossa dallo stesso Automobile Club Austriaco (ÖASC) che organizzava il Gran Premio d'Austria, che consentiva ai primi due classificati di ottenere una somma di denaro al fine di partecipare al gran premio. Vennero però considerati troppo inesperti e non fatti partecipare alla gara.
La RAM, dopo essersi vista sequestrare le sue due vetture nel gran premio di Germania per una causa promossa da Loris Kessel, tornò a schierare proprio lo svizzero, assieme a Lella Lombardi. Per l'italiana questa sarebbe stata la ultima partenza in un Gran Premio di Formula 1. L'ex pilota della RAM, il tedesco Rolf Stommelen, che era poi passato, nel corso del weekend del Nürburgring alla Brabham come terzo pilota, non venne confermato invece dal team di Bernie Ecclestone. Guy Edwards, iscritto dalla Hesketh, non prese parte alle prove.

## Qualifiche

### Resoconto
Nella prima giornata di prove il miglior tempo fu fatto da James Hunt su McLaren-Ford Cosworth in 1'35"02, oltre otto decimi meno di John Watson su Penske. La seconda fila provvisoria venne conquistata da due piloti svedesi Ronnie Peterson e Gunnar Nilsson. La giornata di prove del sabato fu caratterizzata da pioggia, ciò che non consentì ai piloti di migliorare i tempi del venerdì. Si qualificò anche Lella Lombardi sulla Brabham del team RAM. Per l'ultima volta una donna prese il via di un gran premio di F1 valido per il campionato del mondo.

### Risultati
Nella sessione di qualifica si è avuta questa situazione:
| Pos | Nº | Pilota                   | Costruttore                 | Tempo   | Griglia |
| --- | -- | ------------------------ | --------------------------- | ------- | ------- |
| 1   | 11 | James Hunt               | McLaren-Ford Cosworth       | 1'35"02 | 1       |
| 2   | 28 | John Watson              | Penske-Ford Cosworth        | 1'35"84 | 2       |
| 3   | 10 | Ronnie Peterson          | March-Ford Cosworth         | 1'36"34 | 3       |
| 4   | 6  | Gunnar Nilsson           | Lotus-Ford Cosworth         | 1'36"46 | 4       |
| 5   | 26 | Jacques Laffite          | Ligier-Matra                | 1'36"52 | 5       |
| 6   | 16 | Tom Pryce                | Shadow-Ford Cosworth        | 1'36"56 | 6       |
| 7   | 9  | Vittorio Brambilla       | March-Ford Cosworth         | 1'36"59 | 7       |
| 8   | 8  | Carlos Pace              | Brabham-Alfa Romeo          | 1'36"66 | 8       |
| 9   | 5  | Mario Andretti           | Lotus-Ford Cosworth         | 1'36"68 | 9       |
| 10  | 3  | Jody Scheckter           | Tyrrell-Ford Cosworth       | 1'36"91 | 10      |
| 11  | 34 | Hans-Joachim Stuck       | March-Ford Cosworth         | 1'36"95 | 11      |
| 12  | 12 | Jochen Mass              | McLaren-Ford Cosworth       | 1'37"22 | 12      |
| 13  | 4  | Patrick Depailler        | Tyrrell-Ford Cosworth       | 1'37"24 | 13      |
| 14  | 7  | Carlos Reutemann         | Brabham-Alfa Romeo          | 1'37"24 | 14      |
| 15  | 19 | Alan Jones               | Surtees-Ford Cosworth       | 1'37"60 | 15      |
| 16  | 18 | Brett Lunger             | Surtees-Ford Cosworth       | 1'37"62 | 16      |
| 17  | 30 | Emerson Fittipaldi       | Copersucar-Ford Cosworth    | 1'37"76 | 17      |
| 18  | 17 | Jean-Pierre Jarier       | Shadow-Ford Cosworth        | 1'37"88 | 18      |
| 19  | 22 | Hans Binder              | Ensign-Ford Cosworth        | 1'38"36 | 19      |
| 20  | 24 | Harald Ertl              | Hesketh-Ford Cosworth       | 1'39"09 | 20      |
| 21  | 20 | Arturo Merzario          | Wolf Williams-Ford Cosworth | 1'39"33 | 21      |
| 22  | 38 | Henri Pescarolo          | Surtees-Ford Cosworth       | 1'39"84 | 22      |
| 23  | 39 | Alessandro Pesenti-Rossi | Tyrrell-Ford Cosworth       | 1'40"67 | 23      |
| 24  | 33 | Lella Lombardi           | Brabham-Ford Cosworth       | 1'42"25 | 24      |
| 25  | 32 | Loris Kessel             | Brabham-Ford Cosworth       | 1'56"01 | 25      |

## Gara

### Resoconto
L'assenza della Scuderia Ferrari penalizzò fortemente l'interesse degli spettatori. Si calcolò che vi fossero circa 50.000 persone, contro le abituali 130.000.
La pioggia iniziò a cadere sul circuito circa mezz'ora prima delle 14, orario previsto della partenza. Per tale ragione la direzione di corsa decise di posticipare la partenza alle 14:30. La prima curva, la riprofilata Hella-Licht, era però ancora umida: ne approfittò John Watson che passò a condurre davanti a James Hunt, Ronnie Peterson, Gunnar Nilsson, Tom Pryce e Jacques Laffite. Poche curve dopo anche Peterson prese una posizione a Hunt.
Nel corso del secondo giro Jody Scheckter entrò in zona punti passando prima Pace e poi Pryce, che era stato già passato da Laffite. Davanti, intanto, si infiammò il duello per il primo posto, con Peterson che fu capace di passare Watson all'inizio del terzo giro. Jochen Mass stava recuperando posizioni, tanto che passò Pace, Andretti e Scheckter, cogliendo il sesto posto provvisorio.
Il giro seguente Laffite fu protagonista di un'escursione di pista, che gli fece perdere due posizioni, a favore di Mass e Jody Scheckter. Il sudafricano poi passò nuovamente Mass. Ora, dopo 5 giri, Peterson comandava su John Watson, Hunt, Nilsson, Scheckter, Mass, Laffite e Andretti.
La lotta per le prime posizioni fu estremamente serrata per diversi giri, con i primi sei piloti molto vicini. Scheckter passò Nilsson, poi Hunt e Watson, fino, al termine del decimo giro riuscire a passare sul traguardo anche Ronnie Peterson. I due però, già nella salita alla prima curva ripresero le prime due posizioni.  Nello stesso giro Laffite prese una posizione a Jochen Mass. Al dodicesimo giro, alla Texaco, Watson prese il comando, passando lo svedese della Lotus. Due giri dopo Scheckter subì la rottura della sospensione della sua vettura, sempre sulla salita della prima curva. La vettura si distrusse contro il guard-rail, ma senza conseguenze per il pilota.
Al giro 19 Gunnar Nilsson conquistò il secondo posto, dopo un sorpasso sul connazionale Ronnie Peterson. La lotta tra Nilsson, Peterson e Hunt durò per parecchi giri. Sette tornate dopo però, Jacques Laffite, sfruttando un doppiaggio, passò Hunt. Ora la classifica vedeva sempre in testa Watson, seguito da Nilsson, Peterson, Laffite, Hunt e Mass. Quest'ultimo però era penalizzato da un assetto misto, che con la pista asciutta era poco competitivo. Al giro 28 Mario Andretti lo passò, entrando tra i primi sei. Al giro 33, dopo una bella lotta durata più tornate, Laffite fu capace di passare Peterson, che, per non finire fuori pista, fu costretto a cedere una posizione anche a Hunt.
Le posizioni di testa rimase congelate fino al giro 45, quando Laffite passò Gunnar Nilsson. Al giro seguente Mario Andretti guadagnò la quinta piazza ai danni di Peterson, in crisi coi freni. Il giro 47 fu caratterizzato da un incidente tra Vittorio Brambilla ed Emerson Fittipaldi, in lotta per l'undicesimo posto. Le due vetture finirono fuori pista, ma i due piloti rimasero incolumi.
John Watson vinse il suo primo gran premio, che fu anche il primo e unico per la Penske in Formula 1, esattamente un anno dopo, e sulla stessa pista, in cui era deceduto il suo pilota Mark Donohue. Per la prima volta dal primo posto della Eagle al Gran Premio del Belgio 1967,  una vettura statunitense vinceva un gran premio di F1 valido per il mondiale. A completare il podio vi furono Jacques Laffite e Gunnar Nilsson. Il nordirlandese, per festeggiare la vittoria, decise di tagliarsi la folta barba.

### Risultati
I risultati del gran premio sono i seguenti:
| Pos | No | Pilota                   | Costruttore                 | Giri | Tempo/Ritiro                | Pos.Griglia | Punti |
| --- | -- | ------------------------ | --------------------------- | ---- | --------------------------- | ----------- | ----- |
| 1   | 28 | John Watson              | Penske-Ford Cosworth        | 54   | 1:30'07"86                  | 2           | 9     |
| 2   | 26 | Jacques Laffite          | Ligier-Matra                | 54   | + 10"79                     | 5           | 6     |
| 3   | 6  | Gunnar Nilsson           | Lotus-Ford Cosworth         | 54   | + 11"98                     | 4           | 4     |
| 4   | 11 | James Hunt               | McLaren-Ford Cosworth       | 54   | + 12"44                     | 1           | 3     |
| 5   | 5  | Mario Andretti           | Lotus-Ford Cosworth         | 54   | + 21"49                     | 9           | 2     |
| 6   | 10 | Ronnie Peterson          | March-Ford Cosworth         | 54   | + 34"34                     | 3           | 1     |
| 7   | 12 | Jochen Mass              | McLaren-Ford Cosworth       | 54   | + 59"45                     | 12          |       |
| 8   | 24 | Harald Ertl              | Hesketh-Ford Cosworth       | 53   | +1 Giro                     | 20          |       |
| 9   | 38 | Henri Pescarolo          | Surtees-Ford Cosworth       | 52   | +2 Giri                     | 22          |       |
| 10  | 18 | Brett Lunger             | Surtees-Ford Cosworth       | 51   | Incidente                   | 16          |       |
| 11  | 39 | Alessandro Pesenti-Rossi | Tyrrell-Ford Cosworth       | 51   | +3 Giri                     | 23          |       |
| 12  | 33 | Lella Lombardi           | Brabham-Ford Cosworth       | 50   | +4 Giri                     | 24          |       |
| Rit | 22 | Hans Binder              | Ensign-Ford Cosworth        | 47   | Acceleratore                | 19          |       |
| NC  | 32 | Loris Kessel             | Brabham-Ford Cosworth       | 44   | Non Classificato            | 25          |       |
| Rit | 9  | Vittorio Brambilla       | March-Ford Cosworth         | 43   | Collisione con E.Fittipaldi | 7           |       |
| Rit | 30 | Emerson Fittipaldi       | Copersucar-Ford Cosworth    | 43   | Collisione con V.Brambilla  | 17          |       |
| Rit | 8  | Carlos Pace              | Brabham-Alfa Romeo          | 40   | Incidente                   | 18          |       |
| Rit | 17 | Jean-Pierre Jarier       | Shadow-Ford Cosworth        | 40   | Pompa di benzina            | 8           |       |
| Rit | 19 | Alan Jones               | Surtees-Ford Cosworth       | 30   | Incidente                   | 15          |       |
| Rit | 34 | Hans-Joachim Stuck       | March-Ford Cosworth         | 26   | Alimentazione               | 11          |       |
| Rit | 4  | Patrick Depailler        | Tyrrell-Ford Cosworth       | 24   | Sospensione                 | 13          |       |
| Rit | 20 | Arturo Merzario          | Wolf Williams-Ford Cosworth | 17   | Incidente                   | 21          |       |
| Rit | 16 | Tom Pryce                | Shadow-Ford Cosworth        | 14   | Freni                       | 6           |       |
| Rit | 3  | Jody Scheckter           | Tyrrell-Ford Cosworth       | 14   | Sospensione                 | 10          |       |
| Rit | 7  | Carlos Reutemann         | Brabham-Alfa Romeo          | 0    | Frizione                    | 14          |       |
| ES  | 40 | Karl Oppitzhauser        | March-Ford Cosworth         |      | Non ammesso alle prove      |             |       |
| ES  | 41 | Otto Stuppacher          | Tyrrell-Ford Cosworth       |      | Non ammesso alle prove      |             |       |
| WD  | 2  | Clay Regazzoni           | Ferrari                     |      | Ritiro della scuderia       |             |       |
| INF | 25 | Guy Edwards              | Hesketh-Ford Cosworth       |      |                             |             |       |

## Statistiche
Piloti
- 1ª vittoria per John Watson
- 1º Gran Premio per Hans Binder
- Ultimo Gran Premio per Lella Lombardi

Costruttori
- 1° e unica vittoria per la Penske
- 10° pole position per la McLaren
- 3º e ultimo podio per la Penske

Motori
- 91° vittoria per il motore Ford Cosworth

Giri al comando
- John Watson (1-2, 12-54)
- Ronnie Peterson (3-9, 11)
- Jody Scheckter (10)

## Classifiche

### Piloti
| Pos | Pilota             | Punti |
| --- | ------------------ | ----- |
| 1   | Niki Lauda         | 61    |
| 2   | James Hunt         | 38    |
| 3   | Jody Scheckter     | 36    |
| 4   | Patrick Depailler  | 26    |
| 5   | John Watson        | 19    |
| 6   | Clay Regazzoni     | 16    |
| 7   | Jacques Laffite    | 16    |
| 8   | Jochen Mass        | 14    |
| 9   | Gunnar Nilsson     | 10    |
| 10  | Tom Pryce          | 7     |
| 11  | Carlos Pace        | 7     |
| 12  | Hans-Joachim Stuck | 6     |
| 13  | Mario Andretti     | 5     |
| 14  | Alan Jones         | 4     |
| 15  | Carlos Reutemann   | 3     |
| 16  | Emerson Fittipaldi | 3     |
| 17  | Chris Amon         | 2     |
| 18  | Ronnie Peterson    | 1     |
| 19  | Rolf Stommelen     | 1     |

### Costruttori
| Pos | Costruttore              | Punti |
| --- | ------------------------ | ----- |
| 1   | Ferrari                  | 64    |
| 2   | Tyrrell -Ford Cosworth   | 49    |
| 3   | McLaren-Ford Cosworth    | 43    |
| 4   | Penske-Ford Cosworth     | 19    |
| 5   | Ligier-Matra             | 16    |
| 6   | Lotus-Ford Cosworth      | 12    |
| 7   | Brabham-Alfa Romeo       | 9     |
| 8   | Shadow-Ford Cosworth     | 7     |
| 9   | March-Ford Cosworth      | 7     |
| 10  | Surtees-Ford Cosworth    | 4     |
| 11  | Copersucar-Ford Cosworth | 3     |
| 12  | Ensign-Ford Cosworth     | 2     |
| 13  | Parnelli-Ford Cosworth   | 1     |